# Handle with Care
Handle with Care (englisch für „Mit Vorsicht behandeln“) ist das erste Lied der Traveling Wilburys, das diese 1988 für ihr Debütalbum Traveling Wilburys Vol. 1 aufnahmen und das im Oktober 1988 als erste Single A-Seite ausgekoppelt wurde.

## Hintergrund
Handle with Care sollte ursprünglich die B-Seite von Harrisons neuer Single This Is Love sein. Bei einem Abendessen in Los Angeles im April 1988 diskutierte Harrison Ideen mit Jeff Lynne, dem Produzenten von Cloud Nine, der damals an Roy Orbisons Album Mystery Girl arbeitete. Harrison fragte in seinem Freundeskreis herum, wer kurzfristig ein Aufnahmestudio zur Verfügung stellen könne, und endete am 5. April 1988 in Bob Dylans Studio in Santa Monica, Kalifornien. Dylan seinerseits rief Tom Petty an, ob er dazukommen wolle. Das Lied Handle with Care wurde am selben Tag komponiert, eingespielt, und benannt nach der Aufschrift auf einem Karton in der Garage Dylans. Beim Musiklabel Warner fand man, das Stück sei „zu gut für eine B-Seite“ und wünschte ein vollständiges Album.
George Harrison erinnerte sich 1990 wie folgt: „Ich hatte gerade eine Platte namens Cloud Nine gemacht. In Europa machen sie diese 12″-Singles und sie haben normalerweise gerne einen zusätzlichen Song auf der Platte. Also baten sie mich um einen zusätzlichen Song. Ich hatte noch keinen aufgenommen, also dachte ich, das Einfachste wäre, am nächsten Tag einfach ins Studio zu gehen und schnell einen Song zu schreiben, ihn aufzunehmen, zu mischen und ihnen zu geben. An diesem Abend aß ich also mit Jeff Lynne und Roy Orbison zu Abend. Und ich sagte, na ja, morgen werde ich mir ein Studio suchen und irgendwo hingehen, mir einen Song ausdenken und diese Platte machen. Also sagte ich zu Jeff: 'Willst du kommen und helfen?' Und er sagte: 'Ja, okay, aber das Problem ist, wo finden wir so schnell ein Studio und einen Toningenieur?' Roy Orbison sagte: 'Oh, wenn du etwas machst, ruf mich an, ich würde gerne mitkommen und zuschauen.' Also dachte ich, na ja, Bob Dylan hatte ein kleines Studio in seiner Garage, also rief ich ihn an und fragte: 'Hast du etwas dagegen, wenn wir morgen vorbeikommen?' Er sagte, nein, komm, das ist in Ordnung. Tom Petty auch, ich musste zu ihm nach Hause gehen, um meine Gitarre abzuholen. Er sagte: 'Oh gut, ich komme. Ich habe mich gefragt, was ich morgen machen werde.' Also fing ich am nächsten Morgen an, einen Song zu schreiben, und ich dachte: 'Nun, wenn Roy Orbison kommt, ist es albern, ihn da sitzen zu haben. Er ist ein besserer Sänger als alle anderen. Ich werde einen kleinen Part schreiben, damit Roy singen kann. Wie auch immer, wir kamen zu Bobs Haus und Jeff und ich beendeten den Song, die Musik dazu. Zu diesem Zeitpunkt schrieben wir die Worte noch nicht. Und dann schrieben wir die Texte, und ich habe diese Geschichte schon oft erzählt. Um zu versuchen, sich vorzustellen, wie der Songtext lauten würde, brauchst du einen Titel oder eine Idee. Und ich sah eine Kiste in der Garage von Dylans Haus, auf der stand: 'Mit Vorsicht behandeln'. Also schrieben wir den Text drumherum, und da ich den Part für Roy hatte, dachte ich, ich könnte genauso gut Bob, Tom und Jeff holen, jeder singt den Mittelpart.“
Der Text von Handle with Care handelt von einem Mann, der sich vom Leben betrogen fühlt und um eine Frau wirbt.
Noch vor der Veröffentlichung der zweiten Single der Traveling Wilburys verstarb Roy Orbison am 6. Dezember 1988.
Tom Petty und seine Band, The Heartbreakers, spielten Handle with Care oft bei Konzerten. Jeff Lynne sang es beim Concert for George, ein Jahr nach Harrisons Tod im November 2001. Harrisons Sohn Dhani Harrison sang Handle with Care während der US-Tournee 2019 mit Jeff Lynne.

## Aufnahme
Die Aufnahmen für Handle with Care fanden am 5. und 6. April 1988 in Bob Dylans eigenem Studio in Santa Monica Kalifornien statt. Overdubs wurden im  Westlake Audio Studio am Santa Monica Boulevard eingespielt. Toningenieur war Bill Botrell. In George Harrisons Friar Park Studio, Henley on Thames (F.P.S.H.O.T.), Oxfordshire wurden die Lieder des Albums fertiggestellt. Ausführende Produzenten des Liedes waren Jeff Lynne und George Harrison. Toningenieure waren Richard Dodd und Phillip McDonald.
Besetzung:
- Nelson Wilbury (George Harrison): Gesang, E-Gitarre, Akustikgitarre
- Lefty Wilbury (Roy Orbison): Gesang, Akustikgitarre
- Lucky Wilbury (Bob Dylan): Gesang, Akustikgitarre, Mundharmonika
- Otis Wilbury (Jeff Lynne): Gesang, E-Gitarre, Akustikgitarre, E-Bass, Schlagzeug, Kuhglocke
- Charlie T Wilbury Jr. (Tom Petty): Gesang, Akustikgitarre
- Ian Wallace: TomToms

## Musikvideo

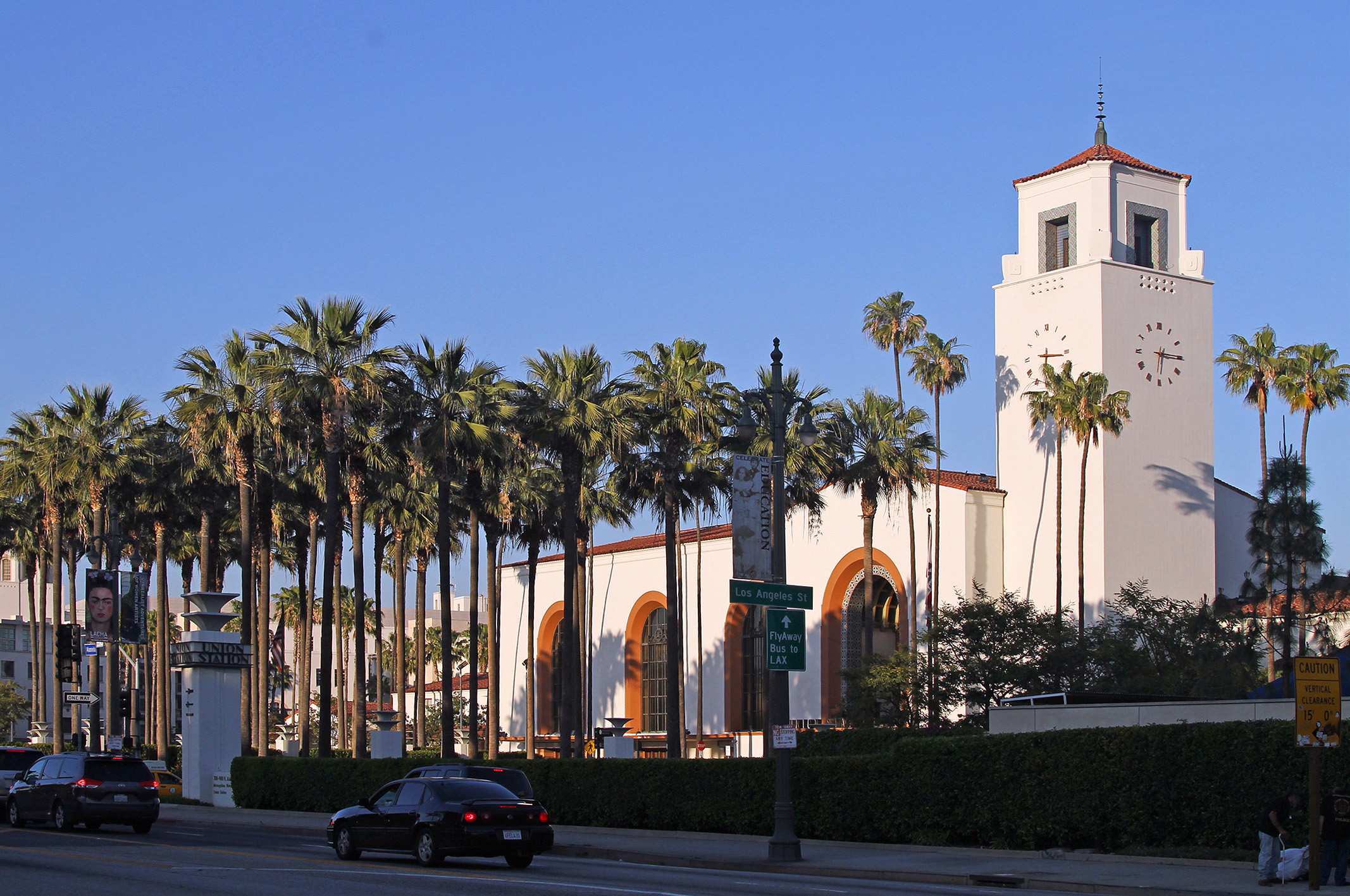
Union Station in Los Angeles

Zeitgleich zum Erscheinen von Handle with Care wurde ein Musikvideo, das Anfang Oktober 1988 unter der Regie von David Leland entstand, veröffentlicht. Das Video, das in der ehemaligen Brauerei New Union Station in Los Angeles gedreht wurde zeigt die Bandmitglieder, wie sie um ein altes Mikrofon herumstehen, singen und spielen.

## Veröffentlichung
- Die erste Single der Traveling Wilburys Handle with Care / Margarita erschien am 11. Oktober 1988 in den USA und am 17. Oktober 1988 in Großbritannien.[3] In den USA erschien die Single als 7″-Vinyl- und 3″-CD-Version. In Europa erschien zusätzlich noch eine 10″-[4] sowie eine 12″-Vinyl-Maxi-Single:[5] Handle with Care (Extended Version) / Margarita sowie eine 3″-CD-Version:[6] Handle with Care / Margarita / Handle with Care (Extended Version). Zusätzlich wurde in Großbritannien eine limitierte 7″-Vinyl-Single hergestellt.[7] In den USA wurden Promotion-7″-Vinyl-Singles[8] und Promotion-5″-CDs[9] hergestellt.
- Am 25. Oktober 1988 wurde in den USA und am 24. Oktober 1988 in Großbritannien das Album Traveling Wilburys Vol. 1 veröffentlicht, auf dem sich Handle with Care befindet.
- Im Jahr 1989 erschien in den USA die 7″-Vinyl-Single Handle with Care / End of the Line.[10]
- Im Juni 2007 erschien in Großbritannien die 7″-Vinyl-Single Handle with Care / Handle with Care (Extended Version)[11].
- Am 11. Juni 2007 erschien das remasterte Kompilationsalbum The Traveling Wilburys Collection auf dem sich auch Handle with Care befindet.

## Chartplatzierungen
Die Single konnte sich in Deutschland nicht platzieren, in den USA platzierte sie sich auf Rang 45, in Großbritannien erreichte sie Platz 21.

## Coverversionen
Es gibt über 40 bekannte Coverversionen von Handle with Care.